# Ralph Abercromby, II barone di Dunfermline
Ralph Abercromby (Scozia, 6 aprile 1803 – Midlothian, 2 luglio 1868) è stato un diplomatico inglese, che dal 1840 al 1851 fu ambasciatore a Torino, capitale del Regno di Sardegna. Nel 1848 consigliò la neutralità al re Carlo Alberto e partecipò ai tentativi di mediazione fra il Regno di Sardegna e l'Impero austriaco.

## Biografia
Nacque il 6 aprile 1803, figlio primogenito di James Abercromby, avvocato e politico Whig elevato alla nobiltà come Barone Dunfermline al momento del pensionamento nel 1839, e di Lady Mary Anne Leigh. Effettuò gli studi nei college di Eton, e di Peterhouse (Cambridge).
Entrò nel servizio diplomatico, divenendo addetto a Francoforte nel 1821 e redattore presso il Ministero degli Esteri (Foreign Office) nel 1827. Fu segretario di legazione a Berlino dal 1831 al 1835, e ambasciatore a Firenze, allora capitale del Granducato di Toscana, dal 1835 al 1838. Il 18 settembre 1838 sposò Lady Mary Elizabeth Elliot-Murray-Kynynmound, figlia di Gilbert, conte di Minto. Dal 1838 al 1840 fu ambasciatore presso la Confederazione Tedesca, e dal 1840 al 1851 ambasciatore a Torino, capitale del Regno di Sardegna. Nel 1848 consigliò la neutralità a re Carlo Alberto e partecipò ai tentativi di mediazione fra il Regno di Sardegna e l'Impero austriaco. Nel 1851, insignito del titolo di Cavaliere Commendatore dell'Ordine del Bagno, fu nominato ambasciatore a l'Aia, dove rimase sino al 1858. Alla morte del padre nel 1858 gli successe nel titolo di Barone Dumferline e visse nella casa di famiglia Colinton House, a Midlothian, in Scozia. Nel 1863 fu eletto Fellow della Royal Society di Edimburgo, su nomina di Sir John McNeill. Morì il 2 luglio 1868 senza eredi maschi e la sua dinastia nobiliare, di conseguenza, si estinse con lui.

## Ascendenza
|                                            |             |                  | Genitori           |  |  | Nonni |  |  | Bisnonni          |  |  | Trisnonni            |  |
|                                            |             |                  |                    |  |  |       |  |  | George Abercromby |  |  | Alexander Abercromby |  |
|                                            |             |                  |                    |  |  |       |  |  | George Abercromby |  |  | Alexander Abercromby |  |
|                                            |             | Mary Duff        |                    |  |  |       |  |  | George Abercromby |  |  |                      |  |
| Ralph Abercromby                           |             |                  |                    |  |  |       |  |  | George Abercromby |  |  |                      |  |
|                                            |             | Mary Dundas      | Ralph Dundas       |  |  |       |  |  |                   |  |  |                      |  |
|                                            |             | Mary Dundas      | Ralph Dundas       |  |  |       |  |  |                   |  |  |                      |  |
|                                            |             | Mary Dundas      | Helen Burnett      |  |  |       |  |  |                   |  |  |                      |  |
| James Abercromby, I barone di Dunfermline  |             | Mary Dundas      |                    |  |  |       |  |  |                   |  |  |                      |  |
|                                            |             | John Menzies     | James Menzies      |  |  |       |  |  |                   |  |  |                      |  |
|                                            |             | John Menzies     | James Menzies      |  |  |       |  |  |                   |  |  |                      |  |
|                                            |             | John Menzies     | Anna Campbell      |  |  |       |  |  |                   |  |  |                      |  |
| Mary Menzies, I baronessa Abercromby       |             | John Menzies     |                    |  |  |       |  |  |                   |  |  |                      |  |
|                                            |             | Ann Campbell     | Patrick Campbell   |  |  |       |  |  |                   |  |  |                      |  |
|                                            |             | Ann Campbell     | Patrick Campbell   |  |  |       |  |  |                   |  |  |                      |  |
|                                            |             | Ann Campbell     | …                  |  |  |       |  |  |                   |  |  |                      |  |
| Ralph Abercromby, II barone di Dunfermline |             | Ann Campbell     |                    |  |  |       |  |  |                   |  |  |                      |  |
|                                            | Peter Leigh | Egerton Leigh    |                    |  |  |       |  |  |                   |  |  |                      |  |
|                                            | Peter Leigh | Egerton Leigh    |                    |  |  |       |  |  |                   |  |  |                      |  |
|                                            | Peter Leigh | Anne Yates       |                    |  |  |       |  |  |                   |  |  |                      |  |
| Egerton Leigh                              | Peter Leigh |                  |                    |  |  |       |  |  |                   |  |  |                      |  |
|                                            |             | Mary Doughty     | Henry Doughty      |  |  |       |  |  |                   |  |  |                      |  |
|                                            |             | Mary Doughty     | Henry Doughty      |  |  |       |  |  |                   |  |  |                      |  |
|                                            |             | Mary Doughty     | …                  |  |  |       |  |  |                   |  |  |                      |  |
| Mary Anne Leigh                            |             | Mary Doughty     |                    |  |  |       |  |  |                   |  |  |                      |  |
|                                            |             | Francis Jodrell  | Francis Jodrell    |  |  |       |  |  |                   |  |  |                      |  |
|                                            |             | Francis Jodrell  | Francis Jodrell    |  |  |       |  |  |                   |  |  |                      |  |
|                                            |             | Francis Jodrell  | Hannah Ashton      |  |  |       |  |  |                   |  |  |                      |  |
| Elizabeth Jodrell                          |             | Francis Jodrell  |                    |  |  |       |  |  |                   |  |  |                      |  |
|                                            |             | Jane Butterworth | Thomas Butterworth |  |  |       |  |  |                   |  |  |                      |  |
|                                            |             | Jane Butterworth | Thomas Butterworth |  |  |       |  |  |                   |  |  |                      |  |
|                                            |             | Jane Butterworth | Frances Dukinfield |  |  |       |  |  |                   |  |  |                      |  |
|                                            |             | Jane Butterworth |                    |  |  |       |  |  |                   |  |  |                      |  |

### Fonti
1. 1 2 3 4 5 6 7 8 9 10 11  University of Cambridge.